# Ossi oracolari

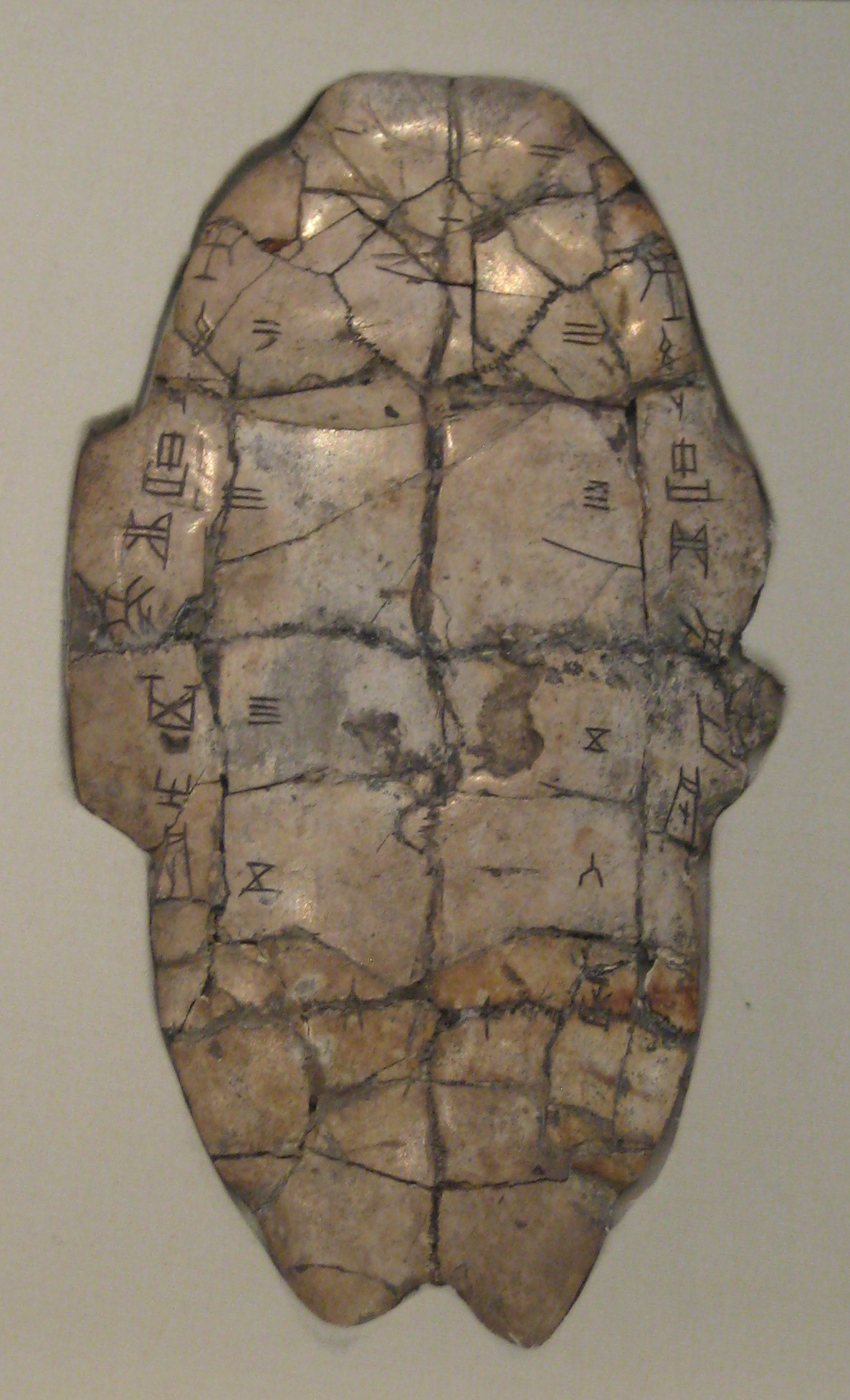
Un osso oracolare -- guscio di tartaruga

Gli ossi oracolari (甲骨文, pinyin: jiǎgǔwen) sono pezzi di osso o di guscio di animali, spesso incisi o dipinti con iscrizioni, usati nella divinazione reale (scapulomanzia) dalla media dinastia Shang alla prima dinastia Zhou nella Cina antica.

## Scoperta
Gli ossi oracolari della dinastia Shang furono dissotterrati nel XIX secolo e venivano venduti come ossi di drago (lóng gǔ 龍骨) nei mercati per essere impiegati, interi o tritati, nella preparazione dei medicamenti della medicina tradizionale cinese. I segni tracciati su di essi non furono riconosciuti finché, nel 1899, alcuni di questi ossi finirono nelle mani di due studiosi, Wáng Yìróng (王懿榮) (1845-1900) e Liú È (刘鶚), che riconobbero gli antichi caratteri cinesi. La notizia si diffuse subito fra i collezionisti e gli antiquari, suscitando un immenso interesse. Per decenni si intrapresero scavi incontrollati, e molti esemplari finirono in collezioni private in Europa, negli Stati Uniti e in Giappone.

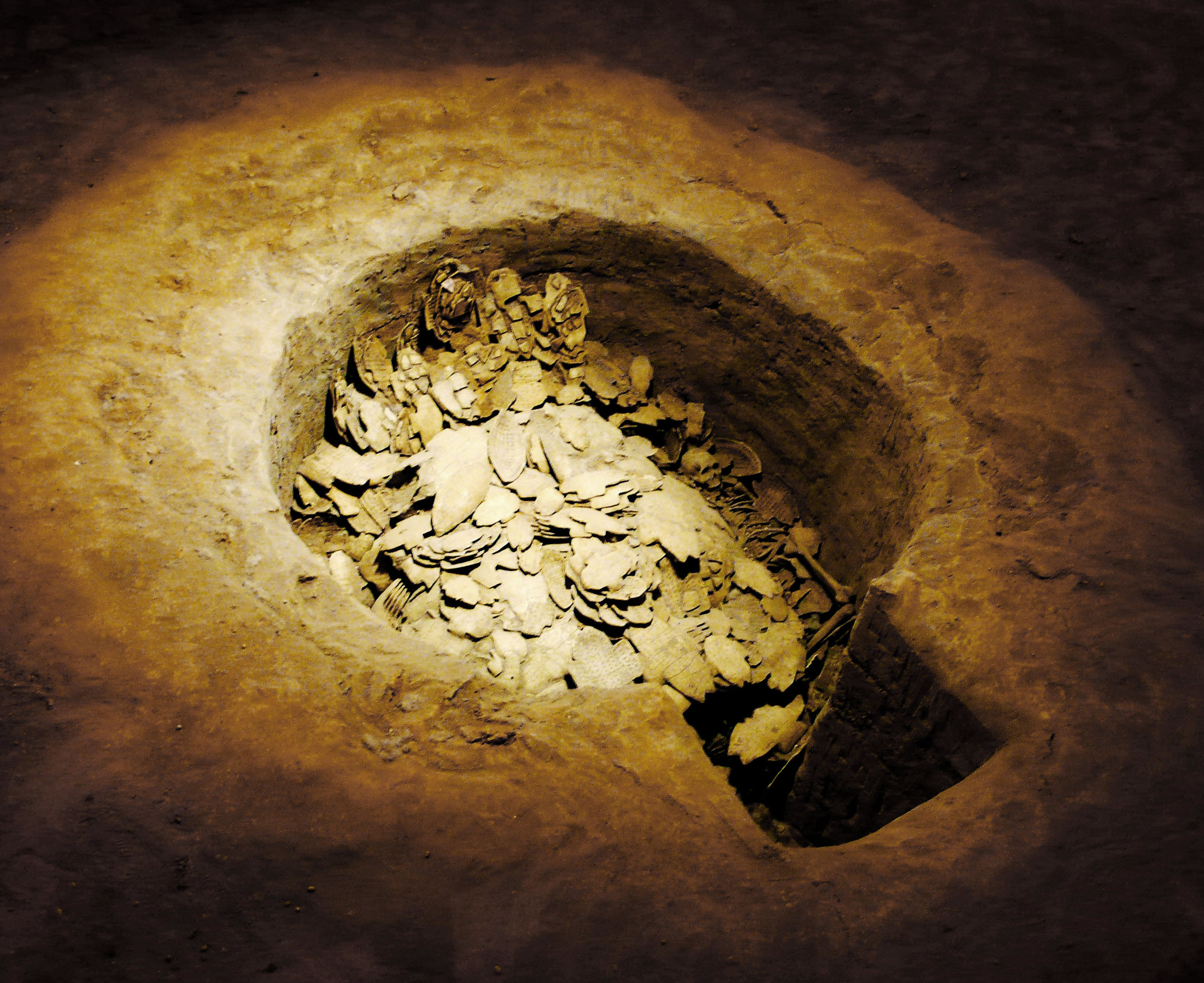
Una fossa contenente ossi oracolari a Anyang, in Cina.

Dopo la creazione dell'Istituto di Storia e Filologia dell'Accademia Sinica, nel 1928, l'origine degli ossi oracolari fu rintracciata nel paese di Xiaotun (小屯), nei pressi di Anyang, nella provincia di Henan. Fra il 1928 e il 1937 furono intrapresi scavi archeologici ufficiali, diretti da Li Ji (李济), che portarono alla scoperta di 20 000 ossi, che ora formano la collezione dell'Accademia Sinica a Taiwan.
Le iscrizioni furono decifrate e si rivelarono come annotazioni relative alle divinazioni compiute da o per i sovrani, confermando così l'esistenza della dinastia Shang e la localizzazione della loro ultima capitale. Le iscrizioni rappresentano anche il primo significativo corpus di antichi ideogrammi cinesi, indispensabile per lo studio dell'etimologia della scrittura cinese.

## Uso
Gli ossi oracolari erano soprattutto scapole di bovini o gusci di tartarughe, sebbene venissero talvolta usati anche ossi di altri animali e persino ossa umane.
Gli ossi o i gusci venivano segati e lucidati, e spesso venivano apposte su di essi annotazioni che ne precisavano la provenienza (per esempio, in caso di un tributo, si precisava da chi provenisse, in che data fosse stato effettuato e di quanti gusci fosso composto). Venivano praticati dei fori o delle incisioni nell'osso e la divinazione avveniva applicando una fonte di calore su questi fori fino a rompere l'osso in quel punto. L'operazione veniva ripetuta più volte, e l'indovino - che talvolta era lo stesso sovrano - interpretava le fratture dell'osso per trarne il responso della divinazione.
Questo tipo di divinazione che comportava l'applicazione del fuoco viene detta piromanzia; quando avveniva con l'uso di ossi o di gusci di tartaruga è chiamata rispettivamente scapulomanzia e plastromanzia. Le domande erano spesso rivolte agli antenati, che gli antichi cinesi veneravano, o alle forze naturali o ancora a Dì (帝), il dio più alto nell'olimpo della dinastia Shang. I soggetti di tali divinazioni erano i più diversi, e riguardavano ogni aspetto della vita della casa reale degli Shang: malattia, nascita e morte, condizioni atmosferiche, guerre, agricoltura, tributi ecc.
Testimonianze di piromanzia e scapulomanzia nella Cina antica sono state rintracciate dal IV millennio a.C., con ritrovamenti a Liaoning, ma questi ossi non presentavano iscrizioni. I più antichi ossi oracolari con iscrizioni risalgono al sito pre-Shang di Erligang (二里崗) nello Zhengzhou, Henan.
La maggior parte degli ossi datano fra il XIII e l'XI secolo a.C., corrispondenti alla tarda dinastia Shang. Gli ossi oracolari non sono i documenti scritti più antichi in Cina: alcuni bronzi con brevi iscrizioni sono precedenti. Gli ossi costituiscono però un importante corpus per la lunghezza delle iscrizioni e per la vastità del vocabolario (circa 4000 caratteri).
Dopo la conquista della dinastia Zhou, la pratica della scapulomanzia continuò per qualche tempo, ma fu in seguito soppiantata da altri metodi di divinazione, come la divinazione numerologica con l'uso del millefoglie, che si ritiene all'origine degli esagrammi dell'I Ching.